# Hypnale nepa
Espèce
Synonymes
- Coluber nepa Laurenti, 1768
- Agkistrodon walli Gloyd, 1977
- Hypnale walli (Gloyd, 1977)

Statut de conservation UICN

 LC  : Préoccupation mineure
Hypnale nepa est une espèce de serpents de la famille des Viperidae. 

## Répartition
Cette espèce est endémique du Sri Lanka. Elle se rencontre au-dessus de 900 m d'altitude.

## Description
C'est un serpent venimeux.

## Publication originale
- Laurenti, 1768 : Specimen medicum, exhibens synopsin reptilium emendatam cum experimentis circa venena et antidota reptilium austriacorum Vienna Joan Thomae p. 1-217 (texte intégral).